# Petrorossia imbutata
Petrorossia imbutata är en tvåvingeart som beskrevs av Hesse 1956. Petrorossia imbutata ingår i släktet Petrorossia och familjen svävflugor.
Artens utbredningsområde är Namibia. Inga underarter finns listade i Catalogue of Life.